# Prank Encounters - Scherzi da brivido
Prank Encounters - Scherzi da brivido è una serie televisiva statunitense horror e comica distribuita da Netflix.